# Villars-les-Dombes
Villars-les-Dombes es una comuna francesa situada en el departamento de Ain, de la región de Auvernia-Ródano-Alpes. Es la cabecera y mayor población del cantón de su nombre.

## Demografía
| 1 397 | 1 334 | 1 583 | 1 842 | 2 344 | 2 796 | 3 415 | 4 190 | 4 411 | 4 795 |
| Para los censos de 1962 a 1999 la población legal corresponde a la población sin duplicidades (Fuente: INSEE [Consultar]) |       |       |       |       |       |       |       |       |       |

## Historia
El señorío de Villars (que figura en los archivos desde 940) se transformó por matrimonio en señorío de Thoire y Villars en 1188, y hasta 1400 su capital fue Trévoux. En 1565, Villars fue erigido en marquesado, dependiente de la casa de Saboya, en beneficio de Honorato II de Saboya.
En 1595, la toma de Villars por el mariscal Biron, represalia del rey de Francia contra las ambiciones de Carlos Manuel de Saboya, produjo una guerra sangrienta. La pequeña ciudad fue pasada a sangre y fuego. Murió parte de sus habitantes y las murallas fueron dañadas. El 17 de enero de 1601, Enrique IV firmó el tratado de Lyon, que puso fin al conflicto.
En el periodo 1830-1840, tuvo lugar la revuelta de los Voraces, segadores malnutridos que reclamaban la mejora de sus condiciones de vida. Según la costumbre su paga era la affanure, consistente en el 10% de la cosecha. 
Villars, antes perteneciente al cantón de Saint-Trivier-sur-Moignans, fue elevada a cabecera de cantón en 1867.

## Lugares y monumentos
- Poype de Villars: mota fortificada del siglo X. En el siglo XIX los trabajos arqueológicos encontraron una iglesia enterrada en la mota.